# Eremias
Genre
Eremias est un genre de sauriens de la famille des Lacertidae.

## Répartition
Les 36 espèces de ce genre se rencontrent dans le sud de l'Eurasie.

## Liste des espèces
Selon The Reptile Database (9 novembre 2017) :
- Eremias acutirostris (Boulenger, 1887)
- Eremias afghanistanica Böhme & Scerbak, 1991
- Eremias andersoni Darevsky & Szczerbak, 1978
- Eremias argus Peters, 1869
- Eremias arguta (Pallas, 1773)
- Eremias aria Anderson & Leviton, 1967
- Eremias brenchleyi Günther, 1872
- Eremias buechneri Bedriaga, 1906
- Eremias cholistanica Baig & Masroor, 2006
- Eremias dzungarica Orlova, Poyarkov Jr., Chirikova, Nazarov, Munkhbaatar, Munkhbayar & Terbish, 2017
- Eremias fasciata Blanford, 1874
- Eremias grammica (Lichtenstein, 1823)
- Eremias intermedia (Strauch, 1876)
- Eremias isfahanica Rastegar-Pouyani, Hosseinian, Rafiee, Kami, Rajabizadeh & Wink, 2016
- Eremias kavirensis Mozaffari & Parham, 2007
- Eremias kokshaaliensis Jeremčenko & Panfilov, 1999
- Eremias lalezharica Moravec, 1994
- Eremias lineolata (Nikolsky, 1897)
- Eremias montana Rastegar-Pouyani & Rastegar-Pouyani, 2001
- Eremias multiocellata Günther, 1872
- Eremias nigrocellata Nikolsky, 1896
- Eremias nikolskii Nikolsky, 1905
- Eremias papenfussi Mozaffari, Ahmadzadeh & Parham, 2011
- Eremias persica Blanford, 1875
- Eremias pleskei Nikolsky, 1905
- Eremias przewalskii (Strauch, 1876)
- Eremias quadrifrons (Strauch, 1876)
- Eremias regeli Nikolsky, 1905
- Eremias scripta (Strauch, 1867)
- Eremias strauchi Kessler, 1878
- Eremias stummeri Wettstein, 1940
- Eremias suphani Basoglu & Hellmich, 1968
- Eremias szczerbaki Jeremčenko, Panfilov & Zarinenko, 1992
- Eremias velox (Pallas, 1771)
- Eremias vermiculata Blanford, 1875
- Eremias yarkandensis Blanford, 1875

## Étymologie
Le nom de ce genre, Eremias, vient du grec ερημιας, « du désert », en référence à l'habitat de ces animaux.

## Publication originale
- Wiegmann, 1834 : Herpetologia mexicana, seu Descriptio amphibiorum Novae Hispaniae quae itineribus comitis De Sack, Ferdinandi Deppe et Chr. Guil. Schiede in Museum zoologicum Berolinense pervenerunt. Pars prima saurorum species amplectens, adjecto systematis saurorum prodromo, additisque multis in hunc amphibiorum ordinem observationibus. Lüderitz, Berlin, p. 1-54 (texte intégral).